# Stéarate

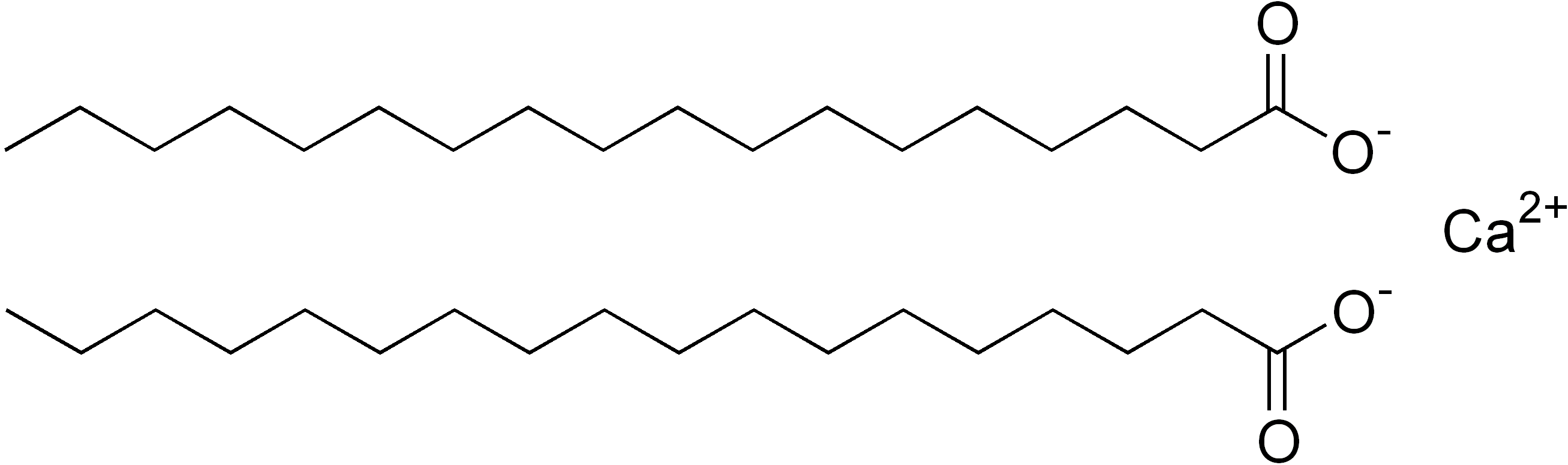
Stéréate de calcium (E470)

Un stéarate est un sel ou un ester de l'acide stéarique (un acide gras).
L'anion stéarate est la base conjuguée de l'acide stéarique. Sa formule chimique est C17H35COO−. 

## Exemples
Sels
- Stéarate d'aluminium, additif alimentaire E573 • Monostéarate d'aluminium
- Stéarate d'ammonium, additif alimentaire E571, anticoagulant
- Stéarate de calcium, additif alimentaire E470, formule Ca(C17H35COO)2
- Stéarate de lithium Li(C17H35COO) • 12-hydroxystéarate de lithium (en)
- Stéarate de magnésium, additif alimentaire E572, émulsifiant, Mg(C17H35COO)2
- Stéarate de sodium, Na(C17H35COO)
- Stéarate de cadmium (en) Cd(C17H35COO)2
- Stéarate de zinc Zn(C17H35COO)2

Esters
- Stéarate d'ascorbyle, additif alimentaire E305
- Stéarate de glycol • Distéarate de glycol
- Monostéarate de glycérol (en)
- Monostéarate de sorbitane E491 • Tristéarate de sorbitane